# Municipio de Jackson (condado de Franklin)
El municipio de Jackson (en inglés: Jackson Township) es un municipio ubicado en el condado de Franklin en el estado estadounidense de Ohio. En el año 2010 tenía una población de 40608 habitantes y una densidad poblacional de 438,81 personas por km².

## Geografía
El municipio de Jackson se encuentra ubicado en las coordenadas 39°51′17″N 83°4′14″O / 39.85472, -83.07056. Según la Oficina del Censo de los Estados Unidos, el municipio tiene una superficie total de 92.54 km², de la cual 91.62 km² corresponden a tierra firme y (1%) 0.92 km² es agua.

## Demografía
Según el censo de 2010, había 40608 personas residiendo en el municipio de Jackson. La densidad de población era de 438,81 hab./km². De los 40608 habitantes, el municipio de Jackson estaba compuesto por el 91.37% blancos, el 3.8% eran afroamericanos, el 0.18% eran amerindios, el 1.3% eran asiáticos, el 0.25% eran isleños del Pacífico, el 0.95% eran de otras razas y el 2.13% pertenecían a dos o más razas. Del total de la población el 2.51% eran hispanos o latinos de cualquier raza.